# Riasnoje (obwód rostowski)
Riasnoje (ros. Рясное) – wieś w Rosji, w obwodzie rostowskim, w rejonie matwiejewo-kurgańskim. W 2010 liczyła 1589 mieszkańców.